# Willmering
Willmering è un comune tedesco di 2 156 abitanti, situato nel land della Baviera.